# Annemarie Kirr
Annemarie Kirr (Mediaș, 11 luglio 1963) è un'ex cestista rumena.

## Carriera
Con la Romania ha disputato i Campionati europei dei 1981.